# Nəriman Nərimanov
Nəriman Nərimanov, w transkrypcji rosyjskiej Nariman Narimanow (ur. 2 kwietnia?/14 kwietnia 1870 w Tyflisie, zm. 19 marca 1925 w Moskwie) – polityk azersko-radziecki, powieściopisarz, dramaturg, publicysta, od 1905 działacz Azerbejdżańskiej Partii Socjalistycznej Hümmət, a od 1917 – działacz partii bolszewików.

## Życiorys
W młodości pracował jako dziennikarz, pedagog, pisał także sztuki teatralne. Studia medyczne mógł podjąć dzięki pomocy finansowej azerskiego rosyjskojęzycznego milionera i zwolennika ruchu liberalnego Abdula Tagijewa. Od 1905 był związany z socjalistyczną partią Hümmət (Dążenie), zaś rok później utworzył pierwszą socjaldemokratyczną organizację, o nazwie Socjaldemokracja, wśród azerskich emigrantów zarobkowych z Persji w Baku. Zapoczątkowana została w ten sposób współpraca między muzułmańskich, azerskojęzycznymi robotnikami żyjącymi w Persji (ci uważali się za Irańczyków) i w Rosji. Kierował organizacją partyjną Hümmətu w Baku i razem z nią w konflikcie między bolszewikami i mienszewikami opowiedział się po stronie tych pierwszych (komórki partii na prowincji zajęły stanowisko przeciwne).
Działał w Demokratycznej Republice Azerbejdżanu, 27 kwietnia 1920 stanął na czele Azerbejdżańskiego Komitetu Wojskowo-Rewolucyjnego. Odegrał on jedynie fasadową rolę w zaprowadzeniu władzy radzieckiej w Azerbejdżanie, gdyż o tym przesądziło wkroczenie wojsk radzieckich do kraju, zrzeczenie się władzy przez parlament i bezkrwawe opanowanie Baku przez Armię Czerwoną. Po tym wydarzeniu Nərimanov został przewodniczącym Rady Komisarzy Ludowych Azerbejdżańskiej Socjalistycznej Republiki Radzieckiej i pozostał na tym urzędzie do marca 1922. W okresie tym azerska Rada Komisarzy Ludowych najpierw zażądała od Armenii zwrotu Górskiego Karabachu, następnie w grudniu 1920 Nərimanov zapowiedział, że zwróci Armenii ten sporny obszar. Dopiero trzy lata później wypracowany został względnie trwały kompromis między Azerami i Ormianami – w części Górskiego Karabachu utworzono obwód autonomiczny. W 1922 wsparł reformę ortograficzną języka azerskiego, który miał być odtąd zapisywany przy pomocy alfabetu łacińskiego, a nie arabskiego.
Negatywnie odniósł się do koncepcji utworzenia Zakaukaskiej Federacyjnej Socjalistycznej Republiki Radzieckiej. Uważał bowiem, że integracja Gruzji, Armenii i Azerbejdżanu w jednym organizmie państwowym nie może zakończyć się powodzeniem wobec rażących dysproporcji w poziomie oświaty w trzech krajach. W związku z tym Nərimanov został przeniesiony do pracy partyjnej w Moskwie w charakterze jednego z czterech przewodniczących Centralnego Komitetu Wykonawczego ZSRR. Oznaczało to faktycznie honorowe wygnanie. W Moskwie przebywał do końca życia.
Po śmierci Nərimanova, a zwłaszcza po objęciu stanowiska pierwszego sekretarza Komunistycznej Partii Azerbejdżanu przez Mira Cəfəra Bağırova osoba Nərimanova stała się przedmiotem oszczerczej kampanii. Początkowo był on określany w propagandzie radzieckiej jako „burżuazyjny nacjonalista”, następnie pamięć o nim zaczęto zacierać w ogóle. Dyskusja publiczna nt. jego działalności stała się możliwa dopiero w niepodległym Azerbejdżanie.